# Rudimov
Rudimov település Csehországban, a Zlíni járásban. Rudimov Pitín, Bojkovice, Luhačovice és Slavičín településekkel határos. Lakosainak száma 249 fő (2024. január 1.).

## Népesség
A település lakosságának változását az alábbi diagram mutatja:
| Lakosok száma | 492  | 477  | 437  | 433  | 327  | 239  | 256  | 252  | 244  | 249  |
|               | 1869 | 1900 | 1921 | 1961 | 1980 | 2011 | 2016 | 2019 | 2021 | 2024 |